# 394 Arduina
394 Arduina là một tiểu hành tinh ở vành đai chính. Nó được A. Borrelly phát hiện ngày 19.11.1894 ở Marseilles và được đặt theo tên Arduenna, nữ thần người Gaul mà vùng Ardennes được đặt tên theo.